# Piriqueta mexicana
Piriqueta mexicana är en passionsblomsväxtart som beskrevs av P.A. Fryxell och S.D. Koch. Piriqueta mexicana ingår i släktet Piriqueta och familjen passionsblomsväxter. Inga underarter finns listade i Catalogue of Life.